# Gentilés des États-Unis
 (janvier 2021).
Améliorez-le ou discutez des points à vérifier. 
 (juillet 2019).
Si vous disposez d'ouvrages ou d'articles de référence ou si vous connaissez des sites web de qualité traitant du thème abordé ici, merci de compléter l'article en donnant les références utiles à sa vérifiabilité et en les liant à la section « Notes et références ».
Cet article dresse une liste des gentilés des États-Unis, classés par État.

## Nom des habitants des États-Unis
Officiellement et communément, les habitants des États-Unis sont appelés « Américains » et « Américaines ». Des désignations alternatives existent dans certaines langues, mais aucune ne s'est imposée en langue française usuelle. Le gentilé « États-Unien », parfois orthographié « Étatsunien », est peu utilisé mais commence à se répandre en sciences sociales, notamment dans le champ des sciences de la culture. Son usage vise à sortir de la métonymie qui voudrait désigner le pays par le nom du continent entier, et par conséquent se détacher d'une hégémonie des États-Unis jusque dans le lexique. De ce fait, l'usage de ce gentilé porte à débat.

## Noms des habitants des cinquante États
- Alabama (l' [m.]) : Alabamien, Alabamiens, Alabamienne, Alabamiennes ; moins fréquemment, Alabamain, Alabamains, Alabamaine, Alabamaines
  - Anniston : Annistonien, Annistonienne, Annistoniens, Annistoniennes
  - Auburn : Auburnien, Auburnienne, Auburniens, Auburniennes
  - Birmingham : Birminghamois, Birminghamoise, Birminghamoises
  - Daphne : Daphnéen, Daphnéenne, Daphnéens, Daphnéennes
  - Decatur : Decaturien, Decaturienne, Decaturiens, Decaturiennes
  - Dothan : Dothanien, Dothanienne, Dothaniens, Dothaniennes
  - Florence : Florentin, Florentine, Florentins, Florentines
  - Gadsden : Gadsdenien, Gadsdenienne, Gadsdeniens, Gadsdeniennes
  - Huntsville : Huntsvillois, Huntsvilloise, Huntsvilloises
  - Mobile : Mobilien, Mobilienne, Mobiliens, Mobiliennes
  - Montgomery : Montgomérien, Montgomériens, Montgomérienne, Montgomériennes
  - Tuscaloosa (Alabama) : Tuscaloosien, Tuscaloosienne, Tuscaloosiens, Tuscaloosiennes
- Alaska (l' [m.]) : Alaskain, Alaskains, Alaskaine, Alaskaines et, moins fréquemment, Alaskien, Alaskiens, Alaskienne, Alaskiennes [1]
  - Anchorage : Anchorageois, Anchorageoise, Anchorageoises
  - Fairbanks : Fairbanksien, Fairbanksienne, Fairbanksiens, Fairbanksiennes
- Arizona (l' [m.]) : Arizonien, Arizoniens, Arizonienne, Arizoniennes et, moins fréquemment, Arizonais, Arizonais, Arizonaise, Arizonaises
  - Flagstaff : Flagstaffien, Flagstaffienne, Flagstaffiens, Flagstaffiennes
  - Lake Havasu City : Lac-Havasien, Lac-Havasienne, Lac-Havasiens, Lac-Havasiennes
  - Phoenix : Phoenixois, Phoenixoise, Phoenixoises
  - Sierra Vista : Sierra Vistien, Sierra Vistienne, Sierra Vistiens, Sierra Vistiennes
  - Tucson : Tucsonien, Tucsonienne, Tucsoniens, Tucsoniennes
  - Yuma : Yuman, Yumane, Yumans, Yumanes
- Arkansas (l' [m.]) : Arkansasais, Arkansasais, Arkansasaise, Arkansasaises et, moins fréquemment, Arkansasien, Arkansasiens, Arkansasienne, Arkansasiennes
  - Fort Smith : Fort Smithois, Fort Smithoise, Fort Smithoises
  - Hot Springs : Hot Springsien, Hot Springsienne, Hot Springsiens, Hot Springsiennes
  - Jonesboro : Jonesbourgeois, Jonesbourgeoise, Jonesbourgeoises
  - Little Rock : Pétipiérrois, Pétipiérroise, Pétipiérroises
  - Fayetteville : Fayettevillois, Fayettevilloise, Fayettevilloises
  - Pine Bluff : Pine Bluffien, Pine Bluffienne, Pine Bluffiens, Pine Bluffiennes
  - Prescott : Prescottois, Prescottoise, Prescottoises
- Californie (la) : Californien, Californiens, Californienne, Californiennes[2].
  - Anaheim : Anaheimien, Anaheimiens, Anaheimienne, Anaheimiennes
  - Bakersfield : Bakersfieldois, Bakersfieldoise, Bakersfieldoises
  - Berkeley (Californie) : Berkeleyen, Berkeleyenne, Berkeleyens, Berkeleyennes
  - El Centro : El Centran, El Centrane, El Centrans, El Centranes
  - Eureka : Eurekan, Eurekane, Eurekans, Eurekanes
  - Fresno : Fresnois, Fresnoise, Fresnoises
  - Hanford : Hanfordien, Hanfordienne, Hanfordiens, Hanfordiennes
  - Hollywood :  Hollywoodien, Hollywoodiens, Hollywoodienne, Hollywoodiennes, les habitants de Hollywood sont aussi appelés Angelenos, Hollywood, étant un quartier de Los Angeles (voir ci-dessous).
  - Los Angeles : Los Angélien, Los Angélienne, Los Angéliens, Los Angéliennes (plus rare : Angelin, Angeline, Angelins, Angelines)
  - Madera : Maderien, Maderienne, Maderiens, Maderiennes
  - Merced : Mercedien, Mercedienne, Mercediens, Mercediennes
  - Modesto : Modestin, Modestine, Modestins, Modestines
  - Napa : Napien, Napienne, Napiens, Napiennes
  - Oakland : Oaklandais, Oaklandaise, Oaklandaises
  - Oxnard : Oxnardois, Oxnardoise, Oxnardoises
  - Redding : Reddingien, Reddingienne, Reddingiens, Reddingiennes
  - Riverside : Riversidien, Riversidiens, Riversidienne, Riversidiennes
  - Sacramento : Sacramentin, Sacramentine, Sacramentins, Sacramentines
  - Salinas : Salinan, Salinane, Salinans, Salinanes
  - San Francisco : San-Franciscain, San-Franciscains, San-Franciscaine, San-Franciscaines
  - San Diego : San Diegois, San Diegoise, San Diégoises
  - San Luis Obispo : San Luis Obispan, San Luis Obispane, San Luis Obispans, San Luis Obispanes
  - Santa Cruz : Santa Cruzan, Santa Cruzane, Santa Cruzans, Santa Cruzanes
  - Santa Maria : Santa Marien, Santa Marienne, Santa Mariens, Santa Mariennes
  - Santa Rosa : Santa Rosien, Santa Rosienne, Santa Rosiens, Santa Rosiennes
  - Stockton : Stocktonien, Stocktonienne, Stocktoniens, Stocktoniennes
  - Truckee : Truckéen, Truckéenne, Truckéens, Truckéennes
  - Vallejo : Vallejoan, Vallejoane, Vallejoans, Vallejoanes
  - Yuba City : Yubien, Yubienne, Yubiens, Yubiennes
- Caroline du Nord (la) : Nord-Carolinien, Nord-Caroliniens, Nord-Carolinienne, Nord-Caroliniennes
  - Asheville : Ashevillois, Ashevilloise, Ashevilloises
  - Burlington : Burlingtonien, Burlingtonienne, Burlingtoniens, Burlingtoniennes
  - Charlotte : Charlottéen, Charlottéens, Charlottéenne, Charlortéennes
  - Durham : Durhamien, Durhamienne, Durhamiens, Durhamiennes
  - Fayetteville : Fayettevillois, Fayettevilloise, Fayettevilloises
  - Goldsboro : Goldsbourgeois, Goldsbourgeoise, Goldsbourgeoises
  - Greenville : Greenvillois, Greenvilloise, Greenvilloises
  - Jacksonville : Jacksonvillois, Jacksonvilloise, Jacksonvilloises
  - Raleigh : Raleigeois, Raleigeoise, Raleigeoises
  - Rocky Mount : Rockymontois, Rockymontoise, Rockymontoises
  - Greensboro : Greensbourgeois, Greensbourgeoise, Greensbourgeoises
  - Hickory : Hickorite, Hickorites
  - Lumberton : Lumbertonien, Lumbertonienne, Lumbertonien, Lumbertoniennes
  - New Bern : New-Bernois, New-Bernoise, New-Bernoises
  - Wilmington : Wilmingtonien, Wilmingtonienne, Wilmingtoniens, Wilmingtoniennes
  - Winston-Salem : Winstosalémite, Winstosalémites
- Caroline du Sud (la) : Sud-Carolinien, Sud-Caroliniens, Sud-Carolinienne, Sud-Caroliniennes
  - Charleston : Charlestonien, Charlestonienne, Charlestoniens, Charlestoniennes
  - Chico : Chicoan, Chicoane, Chicoans, Chicoanes
  - Columbia : Columbien, Columbiens, Columbienne, Columbiennes
  - Florence : Florentin, Florentine, Florentins, Florentines
  - Greenville : Greenvillois, Greenvilloise, Greenvilloises
  - Île de Hilton-Head : Hiltonien, Hiltonienne, Hiltoniens, Hiltoniennes
  - Myrtle Beach : Myrtlois, Myrtloise, Myrtloises
  - Sumter : Sumterien, Sumterienne, Sumteriens, Sumteriennes
  - Spartanburg : Spartanbourgeois, Spartanbourgeoise, Spartanbourgeoises
- Colorado (le) : Coloradien, Coloradiens, Coloradienne, Coloradiennes et, moins fréquemment, Coloradoain, Coloradoains, Coloradoaine, Coloradoaines
  - Boulder : Boulderien, Boulderienne, Boulderiens, Boulderiennes
  - Denver : Denverois, Denveroise, Denveroises
  - Colorado Springs : Coloradien, Coloradiens, Coloradienne, Coloradiennes
  - Edwards : Edwardien, Edwardienne, Edwardiens, Edwardiennes
  - Fort Collins : Fort Collinsien, Fort Collinsienne, Fort Collinsiens, Fort Collinsiennes
  - Grand Junction : Grand-Junctionien, Grand-Junctionienne, Grand-Junctoniens, Grand-Junctoniennes
  - Greeley : Greeléen, Greeléenne, Greeléens, Greeléennes
  - Pueblo : Puebloan, Puebloane, Puebloans, Puebloanes
- Connecticut (le) : Connecticutais, Connecticutaise, Connecticutaises
  - Bridgeport : Bridgeportien, Bridgeportienne, Bridgeportiens, Bridgeportiennes
  - Hartford : Hartfordois, Hartfordoise, Hartfordoises
  - New Haven : New-Havenois, New-Havenoise, New-Havenoises
  - Norwich : Norwichien, Norwichienne, Norwichiens, Norwichiennes
  - Torrington : Torringtonien, Torringtonienne, Torringtoniens, Torringtoniennes
- Dakota du Nord (le) :  Nord-Dakotain, Nord-Dakotains, Nord-Dakotaine, Nord-Dakotaines
  - Bismarck : Bismarckois, Bismarckoise, Bismarckoises
  - Fargo : Fargoan, Fargoane, Fargoans, Fargoane
  - Grand Forks : Grand Forkois, Grand Forkoise, Grand Forkoises
- Dakota du Sud (le) :  Sud-Dakotain, Sud-Dakotaine, Sud-Dakotains, Sud-Dakotaines
  - Pierre : Pierrais, Pierraise, Pierraises
  - Rapid City : Rapid Citien, Rapid Citienne, Rapid Citiens, Rapid Citiennes
  - Sioux Falls : Sioux Fallsien, Sioux Fallsienne, Sioux Fallsiens, Sioux Fallsiennes
- Delaware (le) : Delawarien, Delawariens, Delawarienne, Delawariennes
  - Dover : Doverien, Doverienne, Doveriens, Doveriennes
- Floride (la) : Floridien, Floridiens, Floridienne, Floridiennes
  - Bradenton : Bradentonien, Bradentoniens, Bradentonienne, Bradentoniennes
  - Cape Coral : Capécoralien, Capécoraliens, Capécoralienne, Capécoraliennes
  - Crestview : Crestviewite, Crestviewites
  - Deltona : Deltonien, Deltoniens, Deltonienne, Deltoniennes
  - Gainesville : Gainesvillois, Gainesvilloise, Gainesvilloises
  - Homosassa Springs : Homosassien, Homosassienne, Homosassiens, Hommosassiennes
  - Jacksonville : Jacksonvillois, Jacksonvilloise, Jacksonvilloises
  - Lakeland : Lakelandais, Lakelandaise, Lakelandaises
  - Miami : Miaméen, Miamééns, Miaméenne, Miaméennes
  - Naples : Napolitain, Napolitaine, Napolitains, Napolitaines
  - Ocala : Ocalien, Ocalienne, Ocaliens, Ocaliennes
  - Orlando : Orlandois, Orlandois, Orlandoise, Orlandoises
  - Panama City : Panaméen, Panaméenne, Panaméens, Panaméennes
  - Pensacola : Pensacolien, Pensacolienne, Pensacoliens, Pensacoliennes
  - Port Sainte-Lucie : Port-Saint-Lucien, Port-Saint-Lucienne, Port-Saint-Luciens, Port-Saint-Luciennes
  - Punta Gorda : Punta-Gordien, Punta-Gordienne, Punta-Gordiens, Punta-Gordiennes
  - Sarasota : Sarasotin, Sarasotine, Sarasotins, Sarasotines
  - Sebastian : Sébastien, Sébastienne, Sébastiens, Sébastiennes
  - Sebring : Sebringien, Sebringienne, Sebringiens, Sebringiennes
  - Tallahassee : Tallahasséen, Tallahasséenne, Tallahasséens, Tallahasséennes
  - Tampa : Tampaïen, Tampaïens, Tampaïenne, Tampaïennes
  - The Villages : Villageois, Villageoise, Villageoises
- Géorgie (la) : Géorgien, Géorgiens, Géorgienne, Géorgiennes[2]. Ce gentilé est identique à celui du pays indépendant de même nom situé dans le Caucase[2],[3]
  - Albany : Albanais, Albanaise, Albanaises
  - Athens : Athénien, Athénienne, Athéniens, Athéniennes
  - Atlanta : Atlantien, Atlantiens, Atlantienne, Atlantiennes
  - Augusta (Géorgie) : Augustin, Augustine, Augustins, Augustines 
  - Brunswick : Brunswickois, Brunswickoise, Brunswickoises
  - Columbus : Columbusien, Columbusienne, Columbusiens, Columbusiennes
  - Dalton : Daltonien, Daltonienne, Daltoniens, Daltoniennes
  - Gainesville : Gainesvillois, Gainesvilloise, Gainesvilloises
  - Macon : Maconien, Maconienne, Maconiens, Maconiennes
  - Rome) : Romain, Romain, Romains, Roamines
  - Savannah (Géorgie) : Savannahien, Savannahienne, Savannahiens, Savannahiennes
  - Valdosta : Valdostien, Valdostienne, Valdostiens, Valdostiennes
  - Warner Robins : Warnerien, Warnerienne, Warneriens, Warneriennes
- Hawaï (l' [m.]/le) : Hawaïen, Hawaïenne, Hawaïens, Hawaïennes[2] ou Hawaiien, Hawaiienne, Hawaiiens, Hawaiiennes ; glottonyme : Hawaïen
  - Hilo : Hilien, Hilienne, Hiliens, Hiliennes
  - Honolulu : Honoluluais, Honoluluais, Honoluluaise, Honoluluaises
  - Kahului : Kahuluien, Kahuluienne, Kahuluiens, Kahuluiennes
- Idaho (l' [m.]) : Idahoain, Idahoains, Idahoaine, Idahoaines
  - Boise : Boisien, Boisiens, Boisienne, Boisiennes
  - Coeur d'Alene : Cœur d'Alénien, Cœur d'Alénienne, Cœur d'Aléniens, Cœur d'Aléniennes
  - Idaho Falls : Idaho Fallsien, Idaho Fallsienne, Idaho Fallsiens, Idaho Fallsiennes
  - Moscow : Moscovite, Moscovites
  - Twin Falls : Twin Fallsien, Twin Fallsienne, Twin Fallsiens, Twins Fallsiennes
- Illinois (l' [m.]) : Illinoisais, Illinoisaise, Illinoisaises
  - Bloomington : Bloomingtonien, Bloomingtonienne, Bloomingtoniens, Bloomingtoniennes
  - Carbondale : Carbondalien, Carbondalienne, Carbondaliens, Carbondaliennes
  - Chicago : Chicagoan, Chicagoans, Chicagoane, Chicagoanes ou Chicagolais, Chicagolaise, Chicagolaises plus usité
  - Champaign : Champaignois, Champaignoise, Champaignoises
  - Decatur : Decaturien, Decaturienne, Decaturiens, Decaturiennes
  - Kankakee : Kankakéen, Kankakéenne, Kankakéens, Kankakéennes
  - Ottawa : Ottavien, Ottavienne, Ottaviens, Ottaviennes
  - Peoria : Peorien, Perorienne, Peoriens, Peoriennes
  - Quincy : Quincien, Quincienne, Quinciens, Quinciennes
  - Rockford : Rockfordien, Rockfordienne, Rockfordiens, Rockfordiennes
  - Springfield : Springfieldois, Springfieldoise, Springfieldoises
- Indiana (l' [m.]) : Indianien, Indianiens, Indianienne, Indianiennes et en anglais Hoosier
  - Bloomington : Bloomingtonien, Bloomingtonienne, Bloomingtoniens, Bloomingtoniennes
  - Elkhart : Elkhartois, Elkhartoise, Elkhartoises
  - Evansville : Evansvillois, Evansvilloise, Evansvilloises
  - Fort Wayne : Fort Waynien, Fort Waynienne, Fort Wayniens, Fort Wayniennes
  - Indianapolis : Indianapolisien, Indianapolisiens, Indianapolisienne, Indianapolisiennes
  - Kokomo : Kokomoan, Kokomoane, Kokomoans, Kokomoanes
  - Lafayette : Lafayettois, Lafayettoise, Lafayettoises
  - Michigan City : Michiganais, Michiganaise, Michiganaises
  - Muncie : Muncien, Muncienne, Munciens, Munciennes
  - South Bend : Sud-Bendois, Sud-Bendoise, Sud-Bendoises
  - Terre Haute : Terre Hautéen, Terre Hautéenne, Terre Hautéens, Terre Hautéennes
- Iowa (l' [m.]) : Iowien, Iowiens, Iowienne, Iowiennes
  - Cedar Rapids : Cedar Rapidien, Cedar Rapidienne, Cedar Rapidiens, Cedar Rapidiennes
  - Des Moines : Moinesien, Moinesienne, Moinesiens, Moinesiennes
  - Davenport : Davenportois, Davenportoise, Davenportoises
  - Dubuque : Dubuquois, Dubuquoise, Dubuquoises
  - Iowa City : Iowa Citien, Iowa Citienne, Iowa Citiens, Iowa Citiennes
  - Waterloo : Waterlootois, Waterlootoise, Waterlootoises
- Kansas (le) : Kansasais, Kansasais, Kansasaise, Kansasaises
  - Kansas City : Kansasien, Kansasiens, Kansasienne, Kansasiennes
  - Lawrence : Laurentien, Laurentienne, Laurentiens, Laurentiennes
  - Sioux City : Sioux Citien, Sioux Citienne, Sioux Citiens, Sioux Citiennes
  - Topeka : Topekois, Topekoise, Topekoises
  - Wichita : Wichitan, Wichitans, Wichitane, Wichitanes
- Kentucky (le) : Kentuckien, Kentuckiens, Kentuckienne, Kentuckiennes
  - Bowling Green : Bowling Greenien, Bowling Greenienne, Bowling Greeniens, Bowling Greeniennes
  - Elizabethtown : Elizabetonien, Elizabetonienne, Elizabetoniens, Elizabetoniennes
  - Lexington : Lexingtonien, Lexingtonienne, Lexingtoniens, Lexingtoniennes
  - London : Londonien, Londonienne, Londonien, Londoniennes
  - Louisville : Louisvillois, Louisvilloise, Louisvilloises
  - Manhattan : Manhattanien, Manhattanienne, Manhattaniens, Manhattaniennes
  - Owensboro : Owensbourgeois, Owensbourgeoise, Owensbourgeoises
  - Richmond (Kentucky) : Richmondais, Richmondaise, Richmondaises
  - Paducah : Paducahan, Paducahane, Paducahans, Paducahanes
- Louisiane (la) : Louisianais, Louisianais, Louisianaise, Louisianaises[2]
  - Alexandria : Alexandrin, Alexandrine, Alexandrins, Alexandrines
  - Baton Rouge (capitale administrative de la Louisiane) : Bâton-Rougeois, Bâton-Rougeoise, Baton-Rougeoises
  - Hammond : Hammondien, Hammondienne, Hammondiens, Hammondiennes
  - Houma : Houmien, Houmienne, Houmiens, Houmiennes
  - Lake Charles : Lac-Charlésien, Lac-Charlésienne, Lac-Charlésiens, Lac-Charlésiennes
  - Lafayette : Lafayettien, Lafayettiens, Lafayettiene, Lafayettiennes
  - La Nouvelle-Orléans : Néo-Orléanais, Néo-Orléanais, Néo-Orléanaise, Néo-Orléanaises
  - Monroe : Monroéen, Monroéenne, Monroéens, Monroéennes
  - Shreveport : Shreveportois, Shreveportoise, Shreveportoises
- Maine (le) : Mainois, Mainoise, Mainoises, et, rarement, Maineais, Maineais, Maineaise, Maineaises (à la différence du Maine français, dont le gentilé est Mainiots) 
  - Augusta : Augustin, Augustine, Augustins, Augustines
  - Bangor : Bangorais, Bangoraise, Bangoraises
  - Lewiston : Lewistonien, Lewistonienne, Lewistoniens, Lewistoniennes
  - Portland (Maine) : Portlandais, Portlandaise, Portlandaises
  - Auburn : Auburnais, Auburnaise, Auburnaises
- Maryland (le) : Marylandais, Marylandais, Marylandaise, Marylandaises
  - Baltimore : Baltimorien, Baltimoriens, Baltimorienne, Baltimoriennes
  - Annapolis : Annapolitain, Annapolitaine, Annapolitains, Annapolitaines
  - California : Californien, Californienne, Californiens, Californiennes
  - Cumberland : Cumberlandais, Cumberlandaise, Cumberlandaises
  - Hagerstown : Hagerstonien, Hagerstonienne, Hagerstoniens, Hagerstoniennes
  - Salisbury : Salisburien, Salisburienne, Salisburiens, Salisburiennes
- Massachusetts (le) : Massachusettais, Massachusettais, Massachusettaise, Massachusettaises
  - Barnstable : Barnstablien, Barnstablienne, Barnstabliens, Barnstabliennes
  - Boston : Bostonien, Bostoniens, Bostonienne, Bostoniennes[2] ou Bostonois, Bostonois, Bostonoise, Bostonoises
  - Pittsfield : Pittsfieldois, Pittsfieldoise, Pittsfieldoises
  - Springfield : Springfieldois, Springfieldoise, Springfieldoises
  - Worcester : Worcesterien, Worcesterienne, Worcesteriens, Worcesteriennes
- Michigan (le) : Michiganais, Michiganais, Michiganaise, Michiganaises
  - Adrian : Adrianien, Adrianienne, Adrianiens, Adrianiennes
  - Ann Arbor : Ann Arborien, Ann Arborienne, Ann Arboriens, Ann Arboriennes
  - Battle Creek : Battle Creekien, Battle Creekienne, Battle Creekiens, Battle Creekiennes
  - Bay City : Bay Citien, Bay Citienne, Bay Citiens, Bay Citiennes
  - Charlevoix : Charlevois, Charlevoise, Charlevoises
  - Détroit : Détroitien, Détroitienne, Détroitiens, Détroitiennes
  - Flint : Flintien, Flintienne, Flintiens, Flintiennes
  - Escanaba : Escanabais, Escanabais, Escanabaise, Escanabaises
  - Grand Rapids : Magnorapidien, Magnorapidienne, Magnorapidiens, Magnorapidiennes
  - Holland : Hollandais, Hollandaise, Hollandaises
  - Jackson : Jacksonien, Jacksonienne, Jacksoniens, Jacksoniennes
  - Kalamazoo : Kalamazouan, Kalamazouane, Kalamazouans, Kalamazouanes
  - Lansing : Lansingien, Lansingienne, Lansingiens, Lansingiennes
  - Marquette : Marquetteois, Marquetteoise, Marquetteoises
  - Monroe : Monroéen, Monroéenne, Monroéens, Monroéennes
  - Mount Pleasant : Mont Pleasantin, Mont Pleesantine, Mont Pleasantins, Mont Pleasantines
  - Muskegon : Muskegonien, Muskegonienne, Muskegoniens, Muskegoniennes
  - Petoskey : Petoskien, Petoskeienne, Petoskiens, Petoskiennes
  - Niles : Nilesien, Nilesienne, Nilesiens, Nilesiennes
  - Saginaw : Saginavien, Saginavienne, Saginaviens, Saginaviennes
  - Traverse City : Traversien, Traversienne, Traversiens, Traversiennes
  - Ypsilanti : Ïpsilantien, Ïpsilantienne, Ïpsilantiens, Ïpsilantiennes
- Minnesota (le) : Minnésotain, Minnésotains, Minnésotaine, Minnésotaines et, moins fréquemment, Minnésotien, Minnésotiens, Minnésotienne, Minnésotiennes
  - Duluth : Dulutien, Dulutiens, Dulutiens, Dulutiennes
  - Mankato : Mankatois, Mankatoise, Manlatoises
  - Minneapolis : Minneapolitain, Minneapolitaine, Minneapolitains, Minneapolitaines
  - Rochester : Rochesterien, Rochesterienne, Rochesteriens, Rochesteriennes
  - Saint Cloud : Clodoaldien, Clodoaldienne, Clodoaldiens, Clodoaldiennes
  - Saint Paul : Saint-Paulien, Saint-Paulienne, Saint-Pauliens, Saint-Pauliennes
- Mississippi (le) : Mississippien, Mississippienne, Mississippiens, Mississippiennes
  - Gulfport : Gulfportois, Gulfportoise, Gulfportoises
  - Hattiesburg : Hattiesbourgeois, Hattiesbourgeoise, Hattiesbourgeoises
  - Jackson : Jacksonien, Jacksonienne, Jacksoniens, Jacksoniennes
  - Tupelo : Tupeloan, Tupeloane, Tupeloans, Tupeloanes
- Missouri (le) : Missourien, Missourienne, Missouriens, Missouriennes
  - Cap Girardeau : Girandéen, Girandéenne, Girandéens, Girandéennes
  - Columbia : Columbien, Columbienne, Columbiens, Columbiennes
  - Jefferson City : Jeffersonien, Jeffersonienne, Jeffersoniens, Jeffersoniennes
  - Joplin : Joplinien, Joplinienne, Jopliniens, Jopliniennes
  - Saint Joseph (Missouri) : Joséphin, Joséphine, Joséphins, Joséphines
  - Saint-Louis : St-Louisan, St-Louisane, St-Louisane, St-Louisane
  - Springfield (Missouri) : Springfieldois, Springfieldoise, Springfieldoises
- Montana (le) : Montanien, Montaniens, Montanienne, Montaniennes et, moins fréquemment, Montanais, Montanaise, Montanaises
  - Billings : Billingsien, Billingsienne, Billingsiens, Billingsiennes
  - Missoula : Missoulien, Missoulienne, Missouliens, Missouliennes
- Nebraska (le) : Nébraskain, Nébraskains, Nébraskaine, Nébraskaines
  - Lincoln : Lincolnite, Lincolnites
  - Omaha : Omahan, Omahane, Omahans, Omahanes
- Nevada (le) : Névadain, Névadains, Névadaine, Névadaines et, moins fréquemment, Névadais, Névadais, Névadaise, Névadaises
  - Las Vegas : Las Vegan, Las Vegane, Las Vegans, Las Veganes
  - Reno : Renoïte, Renoïtes
- New Hampshire (le) :  New-Hampshirois, New-Hampshirois, New-Hampshiroise, New-Hampshiroises
  - Claremont : Claremontois, Claremontoise, Claremontoises
  - Concord : Concordien, Concordienne, Concordiens, Concordiennes
  - Manchester : Manchesterien, Manchesteriens, Manchesterienne, Manchesteriennes
  - Nashua : Nashuain, Nashuains, Nashuainne, Nashuainnes
  - Keene : Keeneois, Keeneois, Keeneoise, Keeneoises
- New Jersey (le) : New-Jerséyen, New-Jerséyens, New-Jerséyenne, New-Jerséyennes ou New-Jersiais, New-Jersiais, New-Jersiaise, New-Jersiaises ou Néo-Jersiais, Néo-Jersiais, Néo-Jersiaise, Néo-Jersiaises
  - Atlantic City : Atlanticopolitain, Atlanticopolitaine, Atlanticopolitains, Atlanticopolitaines
  - Newark : Newarkois, Newarkoise, Newarkoises
  - Ocean City : Océanopolitain, Océanopolitaine, Océanopolitains, Océanopolitaines
  - Trenton : Trentonien, Trentonienne, Trentoniens, Trentoniennes
  - Vineland : Vinelandais, Vinelandaise, Vinelandaises
- New York : New-Yorkais, New-Yorkaise, New-Yorkaises[2] (l'État ou la ville)
  - Dans le corps d'un texte les auteurs écrivent « le New York » pour l'État (NYS, pour New York State, en anglais) et « New York » sans article pour la ville (NYC, pour New York City, en anglais).
  - Le Grand dictionnaire universel du XIXe siècle de Pierre Larousse écrit (tome XI, 1874) « New-York » avec un trait d'union à la française et indique la prononciation neu-ior-kè, è-ze à l'article New-Yorkais, aise.
  - René Étiemble serait à l'origine des formes francisées « Nouillorque » et « Nouillorquais ». Par-delà l'humour (teinté d'antiaméricanisme), ces formes nous indiquent la prononciation en français d'aujourd'hui : « new » est lu « nou » à l'américaine et non « niou » à l'anglaise.
  - Albany (capitale administrative de l'État) : Albaniens ou Albanais (homonymie avec les habitants d'Albanie)
  - Binghamton : Binghamtonien, Binghamtonienne, Binghamtoniens, Binghamtoniennes
  - Buffalo : Buffalonien, Buffalonienne, Buffaloniens, Buffaloniennes
  - Corning : Corningien, Corningienne, Corningiens, Corningiennes
  - Elmira : Elmirien, Elmirienne, Elmiriens, Elmiriennes
  - Glens Falls : Glensien, Glensiens, Glensienne, Glensiennes
  - Ithaca : Ithacan, Ithacane, Ithacans, Ithacanes
  - Jamestown : Jamestonien, Jamestonienne, Jamestoniens, Jamestoniennes
  - Kingston : Kingstonien, Kingstonienne, Kingstoniens, Kingstoniennes
  - Ogdensburg : Ogdensbourgeois, Ogdensbourgeoise, Ogdensbourgeoises
  - Rochester : Rochesterois, Rochesteroise, Rochesteroises
  - Syracuse : Syracusin, Syracusine, Syracusins, Syracusines
  - Utica : Utican, Uticane, Uticans, Uticanes
  - Watertown : Watertonien, Watertonienne, Watertoniens, Watertoniennes
- Nouveau-Mexique (le) : Néo-Mexicain, Néo-Mexicains, Néo-Mexicaine, Néo-Mexicaines
  - Albuquerque : Albuquerquois, Albuquerquoise, Albuquerquoises
  - Farmington : Farmingtonien, Farmingtonienne, Farmingtoniens, Farmingtoniennes
  - Las Cruces : Las Crucien, Las Crucienne, Las Cruciens, Las Cruciennes
  - Santa Fé : Santa Féen, Santa Féenne, Santa Féens, Santa Féennes
- Ohio (l' [m.]) : Ohioain, Ohioains, Ohioaine, Ohioaines
  - Ashtabula : Ashtabulien, Ashtabulienne, Ashtabuliens, Ashtabuliennes
  - Altoona : Altoonien, Altoonienne, Altooniens, Altooniennes
  - Akron : Akronien, Akronienne, Akroniens, Akroniennes
  - Canton : Cantonien, Cantonienne, Cantoniens, Cantoniennes
  - Cleveland : Clevelandais, Clevelandaise, Clevelandaises
  - Cincinnati : Cincinnatien, Cincinnatienne, Cincinnatiens, Cincinnatiennes
  - Colombus : Colombusien, Colombusiens, Colombusienne, Colombusiennes
  - Dayton : Daytonien, Daytonienne, Daytoniens, Daytoniennes
  - Findlay : Findlayen, Findlayenne, Findlayens, Findlayennes
  - Lima : Liménien, Liménienne, Liméniens, Liméniennes
  - Mansfield : Mansfieldois, Mansfieldoise, Mansfieldoises
  - Salem : Salemite, Salemites
  - Springfield : Springfieldois, Springfieldoise, Springfieldoises
  - Toledo : Tolédan, Tolédane, Tolédans, Tolédanes
  - Wooster : Woosterien, Woosterienne, Woosteriens, Woosteriens
  - Youngstown : Youngstonien, Youngstonienne, Youngstoniens, Youngstoniennes
- Oklahoma (l' [m.]) : Oklahomain, Oklahomains, Oklahomaine, Oklahomaines, et, moins fréquemment, Oklahomais, Oklahomaise, Oklahomaises ou Oklahomien, Oklahomiens, Oklahomienne, Oklahomiennes
  - Lawton : Lawtonien, Lawtonienne, Lawtoniens, Lawtoniennes
  - Oklahoma City : Oklahomain, Oklahomains, Oklahomaine, Oklahomaines
  - Tulsa : Tulsain, Tulsaine, Tulsains, Tulsaines
- Oregon (l' [m.]) : Orégonais, Orégonaise, Orégonaises et, moins fréquemment, Orégonien, Orégonienne, Orégoniens, Orégoniennes
  - Albany : Albanais, Albanaise, Albanaises
  - Bend : Bendien, Bendienne, Bendiens, Bendiennes
  - Eugene : Eugénien, Eugénienne, Eugéniens, Eugéniennes
  - Medford : Medfordien, Medfordienne, Medfordiens, Medfordiennes
  - Portland : Portlandais, Portlandaise, Portlandaises
  - Roseburg : Rosebourgeois, Rosebourgeoise, Rosebourgeoises
  - Salem (Oregon) : Salémite, Salémites
- Pennsylvanie (la) : Pennsylvanien, Pennsylvaniens, Pennsylvanienne, Pennsylvaniennes
  - Allentown : Allentonien, Allentoniens, Allentonienne, Allentoniennes
  - Bloomsburg : Bloomsbourgeois, Bloomsbourgeoise, Bloomsbourgeoises
  - Chambersburg : Chambersbourgeois, Chambersbourgeoise, Chambersbourgeoises
  - East Stroudsburg : Stroudsbourgeois, Stroudsbourgeoises, Stroudsbourgeoises
  - Erie : Erien, Erienne, Eriens, Eriennes
  - Gettysburg : Gettydbourgeois, Gettysbourgeoise, Gettysbourgeoises
  - Harrisburg : Harrisbourgeois, Harrisbourgeoise, Harrisbourgeoises
  - Johnstown : Johnstonien, Johnstonienne, Johnstoniens, Johnstoniennes
  - Lancaster (Pennsylvanie) : Lancastrien, Lancastrienne, Lancastriens, Lancastiennes
  - Lebanon (Pennsylvanie) : Lebanonien, Lebanonienne, Lebanoniens, Lebanoniennes
  - Philadelphie : Philadelphien, Philadelphiens, Philadelphienne, Philadelphiennes
  - Pittsburgh : Pittsbourgeois, Pittsbourgeoise, Pittsbourgeoises
  - Pottsville : Pottsvillois, Pottsvilloise, Pottsvilloises
  - Reading : Readingien, Readingienne, Readingiens, Readingiennes
  - State College : State Collégien, State Collégienne, State Collégiens, State Collégiennes
  - Scranton (Pennsylvanie) : Scrantonien, Scrantonienne, Scrantoniens, Scrantoniennes
  - Williamsport : Williamsportois, Williamsportoise, Williamsportoises
  - York : Yorkais, Yorkaise, Yorkaises
- Rhode Island : Rhode-Islandais, Rhode-Islandais, Rhode-Islandaise, Rhode-Islandaises
  - Providence : Providencin, Providencine, Providencins, Providencines
- Tennessee (le) : Tennesséen, Tennesséens, Tennesséenne, Tennesséennes
  - Chattanooga : Chattanoogan, Chattanoogane, Chattanoogans, Chattanooganes
  - Clarksville : Clarksvillois, Clarksvilloise, Clarksvilloises
  - Cleveland (Tennessee) : Clevelandais, Clevelandaises, Clevelandaises
  - Jackson (Tennessee) : Jacksonien, Jacksonienne, Jacksoniens, Jacksoniennes
  - Johnson City (Tennessee) : Johnsonien, Johnsoniens, Johnsonienne, Johnsoniennes
  - Kingsport : Kingsportois, Kingsportoise, Kingsportoises
  - Knoxville : Knoxvillois, Knoxvilloise, Knoxvilloises
  - Morristown : Morristonien, Morristonienne, Morristoniens, Morristoniennes
  - Nashville : Nashvillois, Nashvilloise, Nashvilloises
  - Memphis : Memphisien, Memphisienne, Memphisiens, Memphisiennes
  - Tullahoma : Tullahomien, Tullahomienne, Tullahomiens, Tullahomiennes
- Texas (le) : Texan, Texans, Texane, Texanes[2] ; forme désuète : Texien, Texienne
  - Abilène : Abilénien, Abilénienne, Abiléniens, Abiléniennes
  - Amarillo : Amarilloan, Amarilloane, Amarilloans, Amarilloanes
  - Austin : Austinite, Austinites
  - Beaumont : Beaumontois, Beaumontoise, Beaumontoises
  - Brownsville : Brownsvillois, Brownsvilloise, Brownsvilloises
  - College Station : College Stationien, College Stationienne, College Stationiens, College Stationiennes
  - Cookeville : Cookevillois, Cookevilloise, Cookevilloises
  - Corpus Christi : Corpus-Christian, Corpus-Christiane, Corpus-Christians, Corpus-Christianes
  - Dallas : Dallasien, Dallasienne, Dallasiens, Dallasiennes
  - El Paso : El Pasoan, El Pasoane, El Pasoans, El Pasoanes
  - Houston : Houstonien, Houstonienne, Houstoniens, Houstoniennes
  - Killeen : Killeenien, Killeenienne, Killeeniens, Killeeniennes
  - Laredo : Larédan, Larédane, Larédans, Larédanes
  - Longview : Longviewite, Longviewites
  - Lubbock : Lubbockien, Lubbockienne, Lubbockiens, Lubbockiennes
  - McAllen : McAllenois, McAllenoise, McAllenoises
  - Midland : Midlandois, Midlandoise, Midlandoises
  - Odessa : Odessan, Odessane, Odessans, Odessanes
  - San Angelo : San Angeloan, San Angeloane, San Angeloans, San Angeloanes
  - San Antonio : San-Antonien, San-Antonien, San-Antoniens, San-Antoniennes
  - Sherman : Shermanien, Shermanienne, Shermaniens, Shermaniennes
  - Texarkana : Texarkanien, Texarkanienne, Texarkaniens, Texarkaniennes
  - Tyler : Tylerien, Tylerienne, Tyleriens, Tyleriennes
  - Victoria : Victorien, Victorienne, Victoriens, Victoriennes
  - Waco : Wacoan, Wacoane, Wacoans, Wacoanes
  - Wichita Falls : Wichitan, Wichitane, Wichitans, Wichitanes
- Utah (l' [m.]) : Utahain, Utahains, Utahaine, Utahaines ; l'Utah tire son nom des Utes, terme qui est donc le gentilé originel.
  - Logan : Loganien, Loganienne, Loganiens, Loganiennes
  - Ogden : Ogdenois, Ogdenoise, Ogdenoises
  - Provo (Utah) : Provoan, Provoane, Provoans, Provoanes
  - Saint George : Georgien, Georgienne, Georgiens, Georgiennes
  - Salt Lake City : Salispolitain, Salispolitaine, Salispolitains, Salispolitaines
- Vermont (le) : Vermontois, Vermontois, Vermontoise, Vermontoises ou, plus rarement, Vermontais, Vermontais, Vermontaise, Vermontaises
  - Burlington : Burlingtonien, Burlingtonienne, Burlingtoniens, Burlingtoniennes
  - Montpelier : Montpelierien, Montpelieriens, Montpelierienne, Montpelieriennes
- Virginie (la) : Virginien, Virginiens, Virginienne, Virginiennes
  - Blacksburg : Blacksbourgeois, Blacksbourgeoise, Blacksbourgeoises
  - Bluefield : Bluefieldois, Bluefieldoise, Bluefieldoises
  - Charlottesville : Charlottesvillois, Charlottesvilloise, Charlottesvilloises
  - Danville : Danvillois, Danvilloise, Danvilloises
  - Harrisonburg : Harrisonbourgeois, Harrisonbourgeoise, Harrisonbourgeoises
  - Lynchburg : Lynchbourgeois, Lynchbourgeoise, Lynchbourgeoises
  - Norfolk : Norfolkois, Norfolkoise, Norfolkoises
  - Richmond : Richmondain, Richmondaine, Richmondains, Richmondaines
  - Roanoke : Roanokois, Roanokoise, Roanokoises
  - Staunton : Stauntonien, Stauntonienne, Stauntoniens, Stauntoniennes
  - Virginia Beach : Balnéovirginien, Balnéovirginienne, Balnéovirginiens, Balnéovirginiennes
  - Winchester : Winchesterien, Winchesterienne, Winchesteriens, Winchesteriennes
- Virginie-Occidentale (la) : Ouest-Virginien, Ouest-Virginiens, Ouest-Virginienne, Ouest-Virginiennes
  - Beckley : Beckleyen, Beckleyenne, Beckleyens, Beckleyennes
  - Charleston : Charlestonien, Charlestonienne, Charlestoniens, Charlestoniennes
  - Huntington : Huntingtonien, Huntingtonienne, Huntingtoniens, Huntingtoniennes
  - Morgantown :Morgantonien, Morgantonienne, Mongantoniens, Morgantoniennes
  - Parkersburg : Parkersbourgeois, Parkersbourgeoise, Parkersbourgeoises
  - Wheeling : Wheelingien, Wheelingienne, Wheelingiens, Wheelingiennes
  - Weirton : Weirtonien, Weirtonienne, Weirtoniens, Weirtoniennes
- Washington : Washingtonien, Washingtoniens, Washingtonienne, Washingtoniennes (l'État ou la ville capitale des États-Unis) 
  - Bellingham : Bellinghamois, Bellinghamoise, Bellinghamoises
  - Bremerton : Bremertonien, Bremertonienne, Bremertoniens, Bremertoniennes
  - Kennewick : Kennewickois, Kennewickoise, Kennewickoises
  - Longview : Longviewite, Longviewites
  - Moses Lake : Mosesien, Mosesienne, Mosesiens, Mosesiennes
  - Mount Vernon : Mount Vernonien, Mount Vernonienne, Mount Vernoniens, Mount Vernoniennes
  - Olympia : Olympien, Olympienne, Olympiens, Olympiennes
  - Seattle : Seattlïen, Seattlïenne, Seattliens, Seattliennes
  - Spokane : Spokanais, Spokanaise, Spokanaises
  - Wenatchee : Wenatchéen, Wenatchéenne, Wenatchéens, Wenatchéennes
  - Yakima : Yakimien, Yakimienne, Yakimiens, Yakimiennes
- Wisconsin (le) : Wisconsinois, Wisconsinois, Wisconsinoise, Wisconsinoises
  - Appleton : Appletonien, Appletonienne, Appletoniens, Appletoniennes
  - La Crosse : Crossien, Crossienne, Crossiens, Crossiennes
  - Eau Claire : Eau Clairien, Eau Clairienne, Eau Clairiens, Eau Clairiennes
  - Fond-du-Lac : Fondien, Fondienne, Fondiens, Fondiennes
  - Green Bay : Green Bayen, Green Bayenne, Green Bayens, Green Bayennes
  - Janesville : Janesvillois, Janesvilloise, Janesvilloises
  - Madison : Madisonien, Madisoniens, Madisonienne, Madisoniennes
  - Milwaukee : Milwaukéen, Milwaukéens, Milwaukéenne, Milwaukéennes
  - Oshkosh : Oshkoshois, Oshkoshoise, Oshkoshoises
  - Racine : Racinien, Racinienne, Raciniens, Raciniennes
  - Sheboygan : Sheboyganien, Sheboyganienne, Sheboyganiens, Sheboyganiennes
  - Wausau : Wausavien, Wausavienne, Wausaviens, Wausaviennes
  - Whitewater : Whitewaterien, Whitewateriennz, Whitewateriens, Whitewateriennes
- Wyoming (le) : Wyomingais, Wyomingais, Wyomingaise, Wyomingaises

### Îles
- Guam : Guamien, Guamiens, Guamienne, Guamiennes
- Îles Mariannes du Nord : Mariannais, Mariannaise, Mariannaises
- Porto Rico : Portoricain, Portoricains, Portoricaine, Portoricaines
  - Bayamón : Bayamonais, Bayamonaise, Bayamonaises
  - Carolina : Carolinien, Carolinienne, Caroliniens, Caroliniennes
  - Ponce : Poncénien, Poncénienne, Poncéniens, Poncéniennes
  - San Juan : Sanjuanais, Sanjuanaise, Sanjuanais, Sanjuanaises ou San Juanais, San Juanaise, San Juanais, San Juanaises
- Samoa américaines (les) : Samoan, Samoans, Samoane, Samoanes ; glottonyme : samoan
- Îles Vierges des États-Unis : « insulaire des… »